# David Strickland
David Strickland, all'anagrafe David Gordon Strickland Jr. (Glen Cove, 14 ottobre 1969 – Las Vegas, 22 marzo 1999), è stato un attore statunitense, conosciuto principalmente per la parte del reporter di musica rock Todd Stites nella sitcom della NBC Susan.

## Biografia
David è nato a Glen Cove, Long Island nello stato di New York. I suoi genitori, Gordon e Karen, entrambi lavoravano come dirigenti. Si trasferisce con la sua famiglia a Princeton, New Jersey, che considera la sua casa da quando ha lasciato Los Angeles in California dopo la scuola superiore. Cominciò a lavorare come attore teatrale apparendo in produzioni come Biloxi Blues, Bye Bye Birdie, Danny and the Deep Blue Sea, Pizza Man e I Won't Dance.
I primi ruoli TV durante gli anni novanta includono: Dave's World (1 episodio), Pappa e ciccia (1 episodio) e Innamorati pazzi (5 episodi). Nel 1996 ottiene un ruolo nella serie televisiva Susan con Brooke Shields, dove rimane per tre stagioni. Nel 1999 è uno dei protagonisti del film Delivered di Guy Ferland, e ha partecipato al film Piovuta dal cielo di Bronwen Hughes con Ben Affleck e Sandra Bullock, che stavano proiettando al cinema proprio nel periodo della sua morte.

### La morte
Strickland soffriva di disturbo bipolare, e aveva alle spalle una storia di abuso di alcol e droga. Nel 1998 era stato arrestato per possesso di cocaina, e condannato a 36 mesi, con pena sospesa, e alla riabilitazione. Il giorno della sua morte avrebbe dovuto trovarsi di fronte alla corte, per la disamina dei progressi nella riabilitazione.
Strickland trascorse la sua ultima serata in uno strip club a Las Vegas con l'attore e amico Andy Dick. Il 22 marzo 1999  prese una stanza all'Oasis Motel, nelle prime ore del mattino. Dopo aver consumato diverse bottiglie di birra, fumato crack e sniffato cocaina si impiccò con un lenzuolo a una trave del soffitto. Il corpo venne scoperto da un inserviente. Le circostanze fanno pensare che l'attore avesse interrotto la cura a base di litio, che assumeva per controllare il disturbo bipolare. Non lasciò nessuna lettera di addio, e nella stanza furono rilevate tracce di droga. Il coroner riportò l'evidenza di un precedente tentativo di suicidio del 1998 sul corpo del ventinovenne attore.
All'epoca della sua morte, aveva una relazione con Tiffani Thiessen, famosa tra l'altro per aver recitato in Bayside School e Beverly Hills 90210. Strickland faceva ancora parte del cast della terza stagione di Susan. L'ultimo episodio della serie fu dedicato a lui. Venne sepolto nel cimitero di Forest Lawn in California.

## Filmografia
- Object of Obsession, regia di Gregory Dark (1994)
- Post Cards from America, regia di Steve McLean (1994)
- Pappa e ciccia (Roseanne) - serie TV (1 episodio, 1995)
- Dave's World - serie TV (1 episodio, 1995)
- Phobophilia: The Love of Fear - film TV (1995)
- Innamorati pazzi (Mad About You) - serie TV (5 episodi, 1995-1996)
- Mixed Nuts, regia di Will Mackenzie - film TV (1996)
- Sister, Sister - serie TV (3 episodi, 1996)
- Susan (Suddenly Susan) - serie TV (71 episodi 1996-1999)
- Piovuta dal cielo (Forces of Nature), regia di Bronwen Hughes (1999)
- Delivered (Death by Pizza), regia di Guy Ferland (1999)

## Doppiatori italiani
Nelle versioni in italiano dei suoi lavori, David Strickland è stato doppiato da:
- Massimo Rossi in Piovuta dal cielo
- Giorgio Borghetti in Susan